# 咀嚼

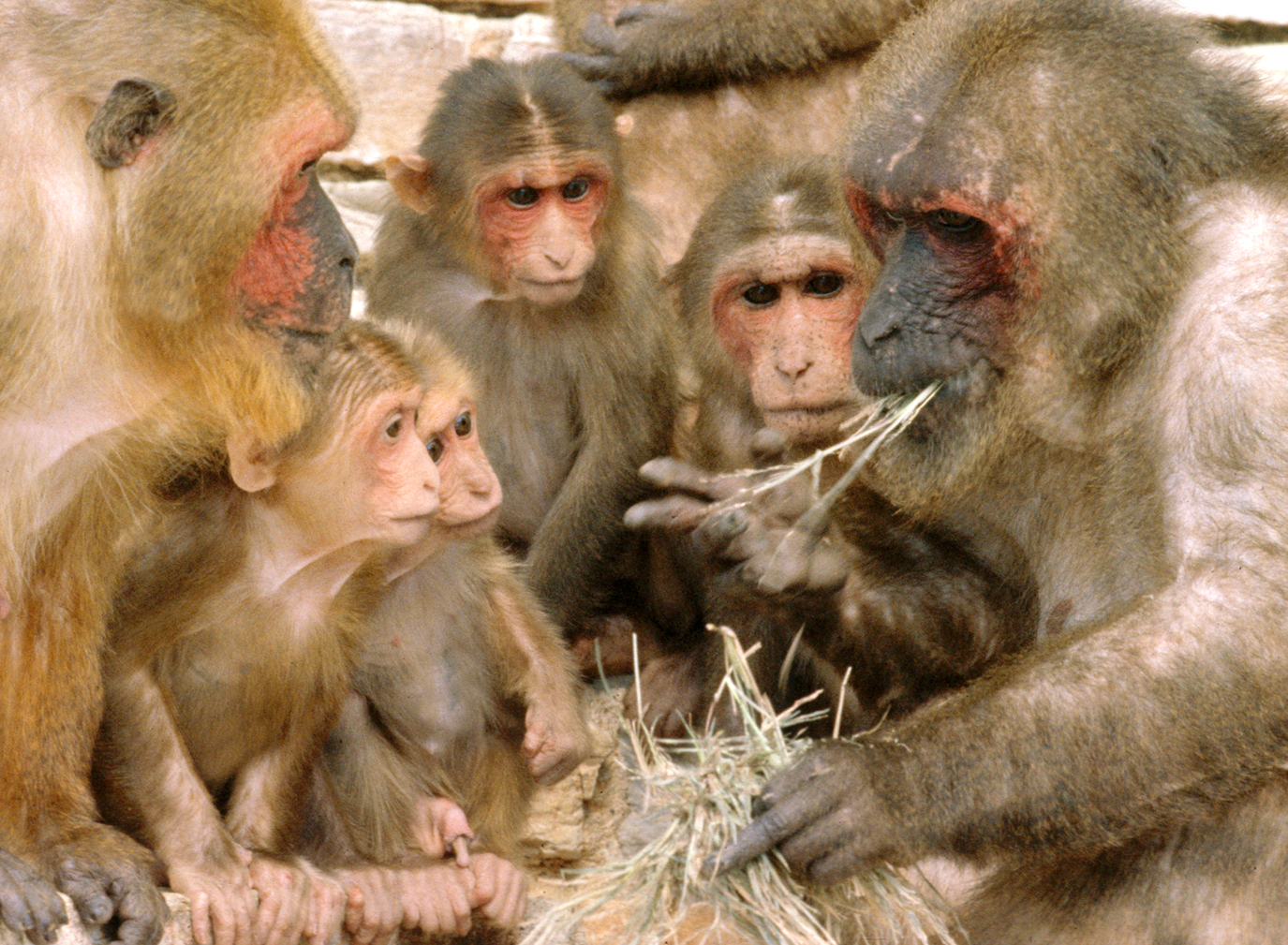
短尾猴利用咀嚼来进食较硬的植物

咀嚼是一部分有颌动物在进食过程中反复开合颌骨并用牙齿重复碾压研磨吞入的食物的行为，是消化过程的第一部分。咀嚼产生物理粉碎的效果，可以增加食物的比表面积使其更容易被消化液中的酶分解掉，改善整体的消化效率。
在咀嚼过程中，食物会由舌头和脸颊的肌肉推送到上下颌的牙齿之间，然后由咀嚼肌施力将颌骨紧密咬合并且伴有些许的侧向运动来剪切食物。在咀嚼的同时，由唾腺分泌的唾液会混入食物碎块之中，唾液中所含的淀粉酶和脂酶也会开始初步的消化过程。被咀嚼的食物也会逐步软化，使其更容易在吞咽时滑过咽喉进入食道并通过蠕动成功进入胃脏开始进一步的消化过程，从而降低噎阻的风险。增加咀嚼频率还会刺激肠道激素的分泌，改善整体的消化质量。
一些人类的父母还会将食物咀嚼后吐出并喂给尚无咀嚼能力（通常是因为没长好牙齿）的婴儿，以便其能够尽早断奶并适应固态食物。这种行为称作“替嚼”（premastication）。

## 演化
咀嚼主要是哺乳动物为了适应食植并消化较难水解的纤维素而演化出的功能，而臼齿则是专门用于咀嚼的牙齿。一些偶蹄目动物（比如牛、羊和骆驼）甚至会将之前已经吞咽入胃的食物反向推回口中（反刍）进行再次咀嚼，来进一步瓦解纤维素并改善营养的吸收程度，通常更多在晚间进行。食肉动物则通常很少咀嚼，而是用门齿和犬齿撕啃下大块食物后强行咽下。
一些非哺乳类的动物也会趋同演化出咀嚼能力，比如许多硬骨鱼类都长有咽头齿来帮助咀嚼吞入的食物。鸟脚亚目恐龙（包括著名的鸭嘴龙）就在白垩纪时期发展出了与哺乳动物臼齿和门齿相似的牙齿来消化更加坚韧的植物，使其可以和必须依赖超长的消化道和胃石才能消化纤维素的蜥脚恐龙竞争生态位，它们在白垩纪-古近纪灭绝事件之前是最为成功的恐龙之一。

## 营养和健康
咀嚼可以刺激唾液分泌并增强对食物的主观感受。有研究表明咀嚼可以减少饥饿感和食物的摄入量。经常食用不需要咀嚼就可摄入的食物（比如流食和高度加工的食品）可能会因为来自新鲜蔬菜和水果的纤维摄入量不足而造成营养不平衡。
咀嚼还可以刺激海马体并维持其正常功能。